# Betina Riegelhuth
Betina Riegelhuth (ur. 17 czerwca 1987 w Oslo) – norweska piłkarka ręczna, reprezentantka kraju, grająca na pozycji lewej rozgrywającej. W drużynie narodowej zadebiutowała 31 lipca 2010 roku. Obecnie występuje w Norweskiej drużynie Storhamar Håndball.
Jej starsza siostra Linn-Kristin Riegelhuth Koren grająca dla Larvik HK również jest piłkarką ręczną. W 2014 roku wspólnie zdobyły Mistrzostwo Europy.

## Sukcesy reprezentacyjne
- Mistrzostwa Świata:
  -  2015
- Mistrzostwa Europy:
  -  2014

## Piłka ręczna plażowa
- Mistrzostwa Świata:
  -  2010